# Zápas na Letních olympijských hrách 1972 – muži, volný styl do 57 kg
Zápas ve volném stylu ve váhové kategorii do 57 kg na Letních olympijských hrách 1972 v Mnichově probíhal od 27. do 31. srpna. O medaile se utkalo 28 zápasníků.

## Turnajové výsledky
Byl použit systém eliminace zápornými body. Zápasník, který nasbíral 6 negativních bodů, byl vyřazen z dalších bojů. Když zůstali v turnaji poslední tři, rozhodlo o jejich konečném pořadí speciální finálové kolo. 
Legenda
- DNA — Nenastoupil
- TPP — Celkem trestných bodů
- MPP — Trestných bodů v zápase

Penalizace
- 0 — Lopatkové vítězství, vítězství pro pasivitu, zranění, nebo diskvalifikaci protivníka
- 0.5 — Vítězství pro technickou převahu
- 1 — Vítězství na body
- 2 — Remíza
- 2.5 — Remíza, pasivita
- 3 — Prohra na body
- 3.5 — Prohra pro technickou převahu soupeře
- 4 — Lopatková prohra, prohra z důvodu pasivity, zranění, nebo diskvalifikace

### Kolo 1
| TPP | MPP |                                | Time |                       | MPP | TPP |
| --- | --- | ------------------------------ | ---- | --------------------- | --- | --- |
| 3   | 3   | Horst Mayer (GDR)              |      | Ramezan Kheder (IRI)  | 1   | 1   |
| 0.5 | 0.5 | Amrik Singh Gill (GBR)         |      | Juan Velarde (PER)    | 3.5 | 3.5 |
| 1   | 1   | Moises López (MEX)             |      | Egon Beiler (CAN)     | 3   | 3   |
| 3   | 3   | Megdiin Khoilogdorj (MGL)      |      | Ivan Kulešov (URS)    | 1   | 1   |
| 0   | 0   | László Klinga (HUN)            | 1:22 | Arturo Tanaquin (PHI) | 4   | 4   |
| 3   | 3   | Kazım Yıldırım (TUR)           |      | Ivan Šavov (BUL)      | 1   | 1   |
| 1   | 1   | Zbigniew Żedzicki (POL)        |      | An Jea-Won (KOR)      | 3   | 3   |
| 0.5 | 0.5 | Hideaki Janagida (JPN)         |      | Ernst Hack (AUT)      | 3.5 | 3.5 |
| 4   | 4   | Georgios Chatziioannidis (GRE) | 5:15 | Richard Sanders (USA) | 0   | 0   |
| 4   | 4   | Hsu Chin-Hsiung (ROC)          | 4:16 | Nicolae Dumitru (ROU) | 0   | 0   |
| 1   | 1   | Eduardo Maggiolo (ARG)         |      | Luis Fuentes (GUA)    | 3   | 3   |
| 4   | 4   | Raymond Barry (AUS)            | 8:37 | Prem Premnath (IND)   | 0   | 0   |
| 1   | 1   | Jorge Ramos (CUB)              |      | Allah Ditta (PAK)     | 3   | 3   |
| 0   | 0   | Ghulam Sideeq (AFG)            | 5:47 | Risto Darlev (YUG)    | 4   | 4   |

### Kolo 2
| TPP | MPP |                                | Time |                           | MPP | TPP |
| --- | --- | ------------------------------ | ---- | ------------------------- | --- | --- |
| 3.5 | 0.5 | Horst Mayer (GDR)              |      | Amrik Singh Gill (GBR)    | 3.5 | 4   |
| 1   | 0   | Ramezan Kheder (IRI)           | 5:10 | Juan Velarde (PER)        | 4   | 7.5 |
| 5   | 4   | Moises López (MEX)             | 8:21 | Megdiin Khoilogdorj (MGL) | 0   | 3   |
| 6.5 | 3.5 | Egon Beiler (CAN)              |      | Ivan Kulešov (URS)        | 0.5 | 1.5 |
| 0.5 | 0.5 | László Klinga (HUN)            |      | Kazım Yıldırım (TUR)      | 3.5 | 6.5 |
| 8   | 4   | Arturo Tanaquin (PHI)          | 0:57 | Ivan Šavov (BUL)          | 0   | 1   |
| 4.5 | 3.5 | Zbigniew Żedzicki (POL)        |      | Hideaki Janagida (JPN)    | 0.5 | 1   |
| 3.5 | 0.5 | An Jea-Won (KOR)               |      | Ernst Hack (AUT)          | 3.5 | 7   |
| 4   | 0   | Georgios Chatziioannidis (GRE) | 3:49 | Hsu Chin-Hsiung (ROC)     | 4   | 8   |
| 0   | 0   | Richard Sanders (USA)          | 5:34 | Nicolae Dumitru (ROU)     | 4   | 4   |
| 1   | 0   | Eduardo Maggiolo (ARG)         | 4:34 | Raymond Barry (AUS)       | 4   | 8   |
| 6   | 3   | Luis Fuentes (GUA)             |      | Prem Premnath (IND)       | 1   | 1   |
| 2   | 1   | Jorge Ramos (CUB)              |      | Ghulam Sideeq (AFG)       | 3   | 3   |
| 6   | 3   | Allah Ditta (PAK)              |      | Risto Darlev (YUG)        | 1   | 5   |

### Kolo 3
| TPP | MPP |                           | Time |                                | MPP | TPP |
| --- | --- | ------------------------- | ---- | ------------------------------ | --- | --- |
| 3.5 | 0   | Horst Mayer (GDR)         | 8:30 | Moises López (MEX)             | 4   | 9   |
| 1   | 0   | Ramezan Kheder (IRI)      | 1:25 | Amrik Singh Gill (GBR)         | 4   | 8   |
| 5   | 2   | Megdiin Khoilogdorj (MGL) |      | László Klinga (HUN)            | 2   | 2.5 |
| 5.5 | 4   | Ivan Kulešov (URS)        | 1:35 | Ivan Šavov (BUL)               | 0   | 1   |
| 4.5 | 0   | Zbigniew Żedzicki (POL)   | 1:16 | Georgios Chatziioannidis (GRE) | 4   | 8   |
| 7.5 | 4   | An Jea-Won (KOR)          | 1:20 | Hideaki Janagida (JPN)         | 0   | 1   |
| 0   | 0   | Richard Sanders (USA)     | 1:32 | Eduardo Maggiolo (ARG)         | 4   | 5   |
| 7   | 3   | Nicolae Dumitru (ROU)     |      | Jorge Ramos (CUB)              | 1   | 3   |
| 1   | 0   | Prem Premnath (IND)       | 6:39 | Ghulam Sideeq (AFG)            | 4   | 7   |
| 5   |     | Risto Darlev (YUG)        |      | Bye                            |     |     |

### Kolo 4
| TPP | MPP |                        | Time |                           | MPP | TPP |
| --- | --- | ---------------------- | ---- | ------------------------- | --- | --- |
| 9   | 4   | Risto Darlev (YUG)     | 5:01 | Horst Mayer (GDR)         | 0   | 3.5 |
| 2   | 1   | Ramezan Kheder (IRI)   |      | Megdiin Khoilogdorj (MGL) | 3   | 8   |
| 9.5 | 4   | Ivan Kulešov (URS)     | 3:24 | László Klinga (HUN)       | 0   | 2.5 |
| 1   | 0   | Ivan Šavov (BUL)       | 1:23 | Zbigniew Żedzicki (POL)   | 4   | 8.5 |
| 2   | 1   | Hideaki Janagida (JPN) |      | Richard Sanders (USA)     | 3   | 3   |
| 9   | 4   | Eduardo Maggiolo (ARG) | 4:33 | Prem Premnath (IND)       | 0   | 1   |
| 3   |     | Jorge Ramos (CUB)      |      | Bye                       |     |     |

### Kolo 5
| TPP | MPP |                       | Time |                        | MPP | TPP |
| --- | --- | --------------------- | ---- | ---------------------- | --- | --- |
| 6   | 3   | Jorge Ramos (CUB)     |      | Horst Mayer (GDR)      | 1   | 4.5 |
| 5   | 3   | Ramezan Kheder (IRI)  |      | László Klinga (HUN)    | 1   | 3.5 |
| 4   | 3   | Ivan Šavov (BUL)      |      | Hideaki Janagida (JPN) | 1   | 3   |
| 3   | 0   | Richard Sanders (USA) | 1:23 | Prem Premnath (IND)    | 4   | 5   |

### Kolo 6
| TPP | MPP |                      | Time |                        | MPP | TPP |
| --- | --- | -------------------- | ---- | ---------------------- | --- | --- |
| 7.5 | 3   | Horst Mayer (GDR)    |      | László Klinga (HUN)    | 1   | 4.5 |
| 8   | 3   | Ramezan Kheder (IRI) |      | Hideaki Janagida (JPN) | 1   | 4   |
| 7   | 3   | Ivan Šavov (BUL)     |      | Richard Sanders (USA)  | 1   | 4   |
| 5   |     | Prem Premnath (IND)  |      | Bye                    |     |     |

### Kolo 7
| TPP | MPP |                     | Time |                        | MPP | TPP |
| --- | --- | ------------------- | ---- | ---------------------- | --- | --- |
| 9   | 4   | Prem Premnath (IND) | 5:10 | Hideaki Janagida (JPN) | 0   | 4   |
| 8.5 | 4   | László Klinga (HUN) | 6:38 | Richard Sanders (USA)  | 0   | 4   |

### Finále
Výsledky z předchozích kol se započítávají do finále (žlutě zvýrazněno).
| TPP | MPP |                        | Time |                       | MPP | TPP |
| --- | --- | ---------------------- | ---- | --------------------- | --- | --- |
| 1   | 1   | Hideaki Janagida (JPN) |      | Richard Sanders (USA) | 3   | 3   |

## Finálové pořadí
1. Hideaki Janagida (JPN)
2. Richard Sanders (USA)
3. László Klinga (HUN)
4. Prem Premnath (IND)
5. Ivan Šavov (BUL)
6. Horst Mayer (GDR)
7. Ramezan Kheder (IRI)
8. Jorge Ramos (CUB)